# Schijf (bloem)
Een schijf of discus is een schijf- of ringvormige verdikking van de bloembodem en heeft nectarklieren. Een discus komt onder andere voor bij esdoorn (Acer). Ook de bloemen van helmkruid, zoals knopig helmkruid, hebben een discus met nectariën.

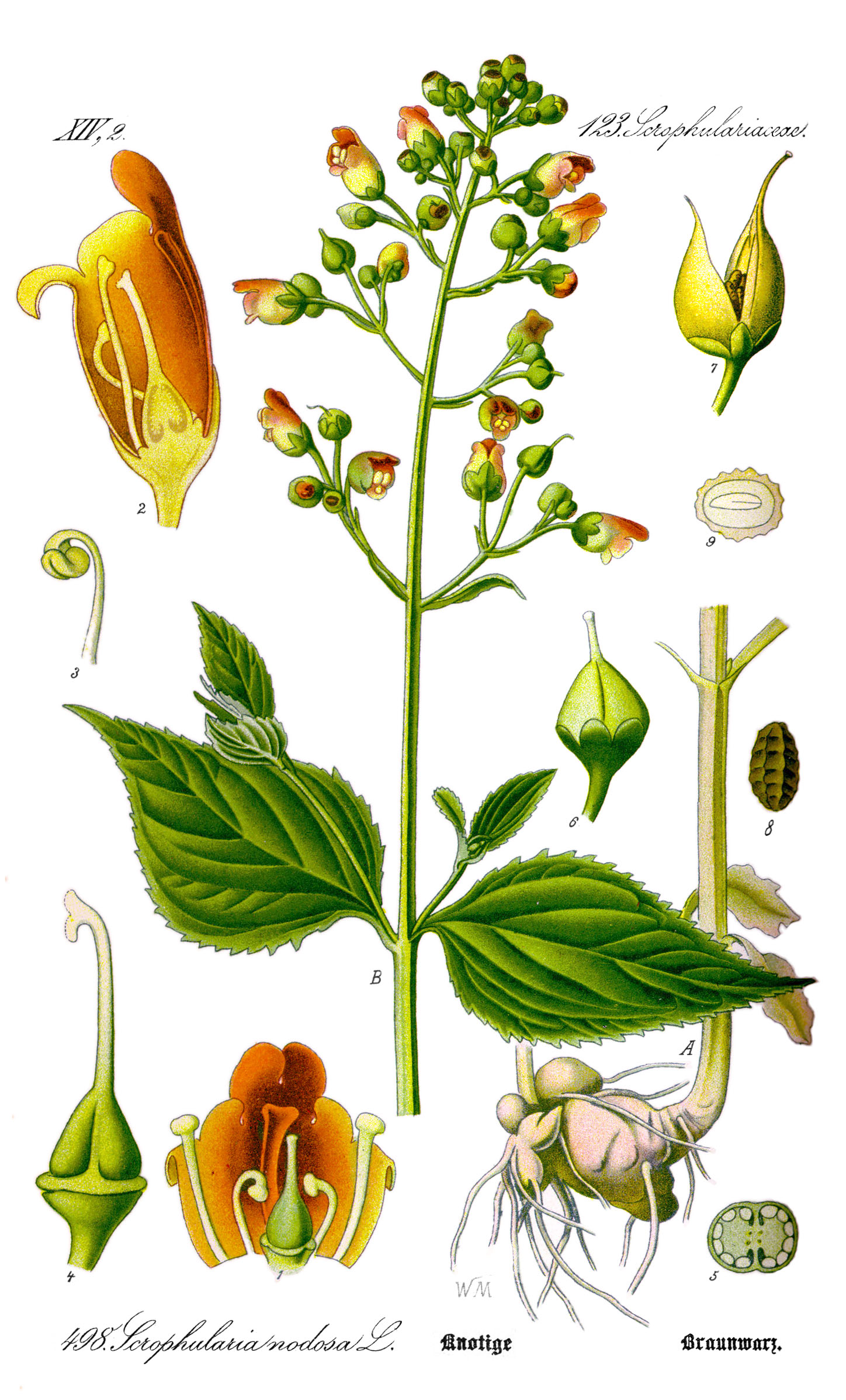
Knopig helmkruid; 4 is stamper op discus.
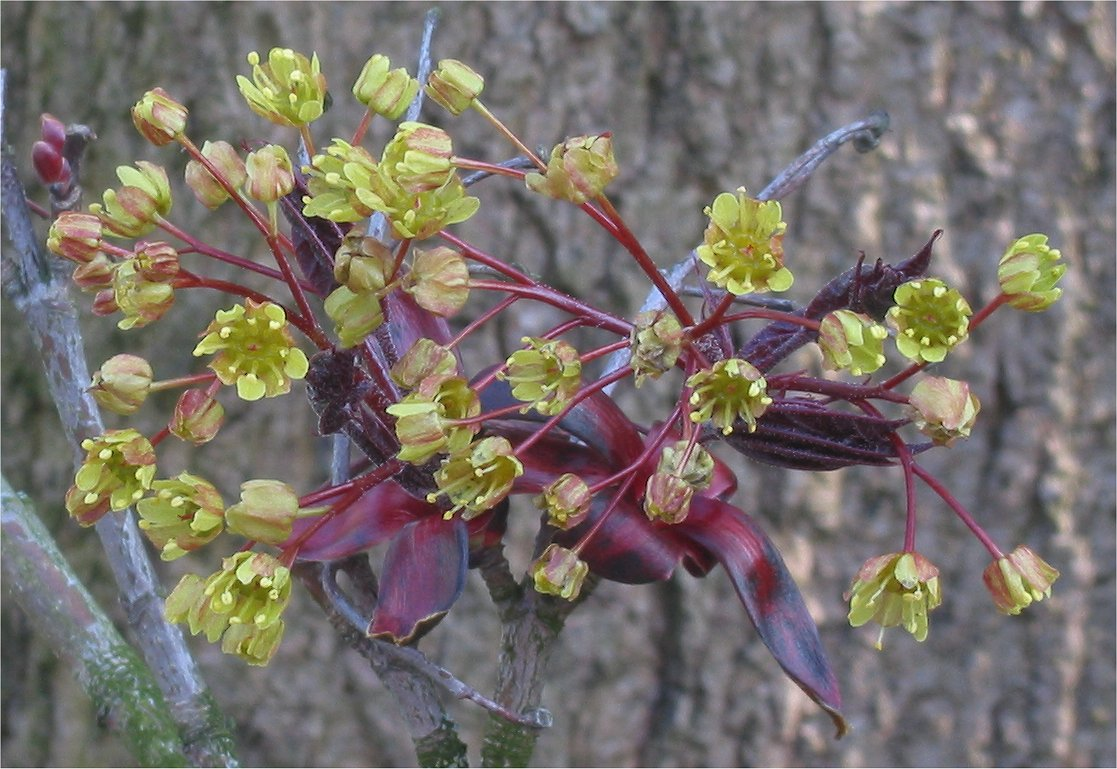
Bloemen van Noorse esdoorn met schijf
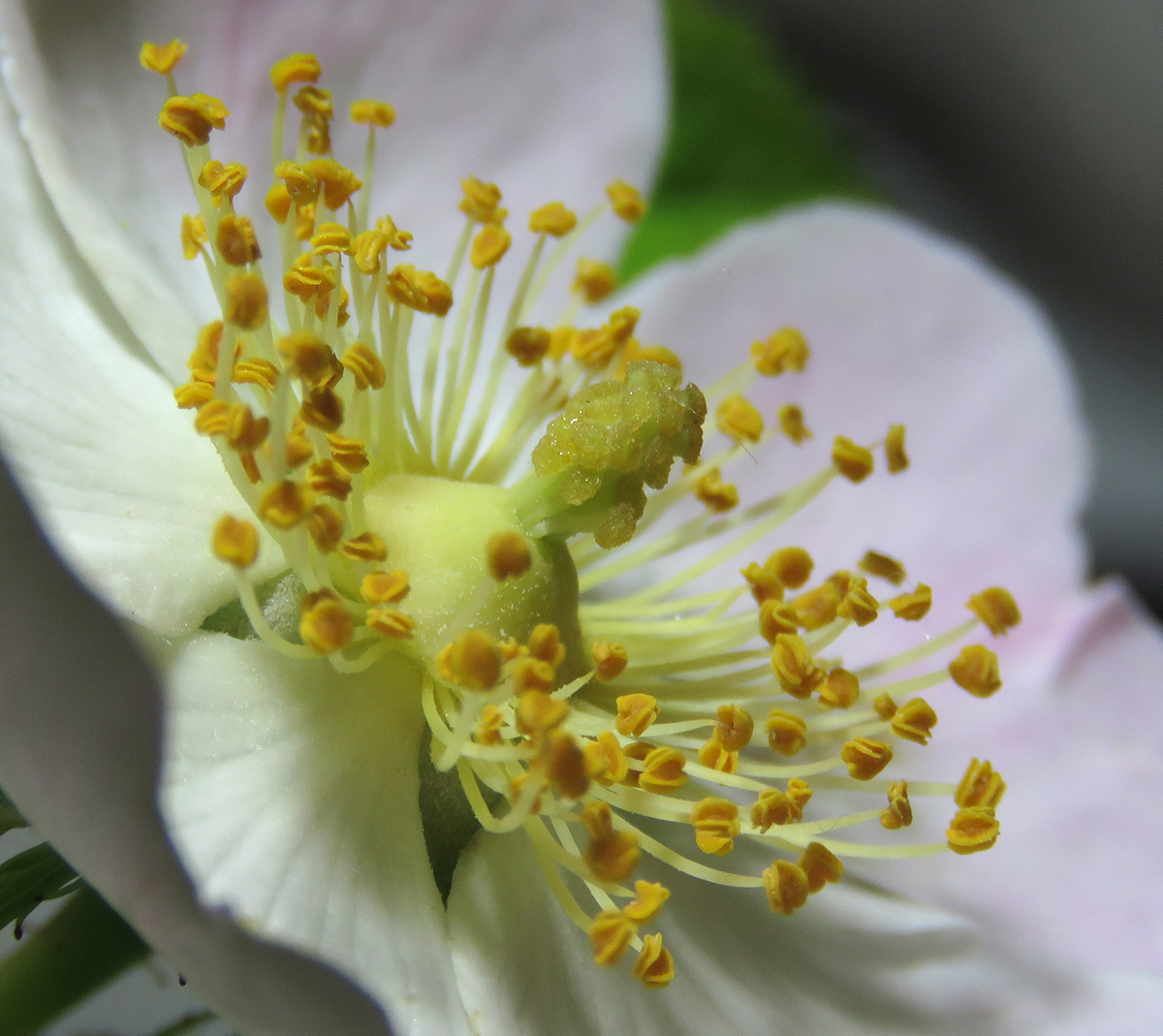
Schijf bij stijlroos